# Listrognathosuchus
Listrognathosuchus — вимерлий рід алігатороїдних крокодилів. Скам'янілості датуються епохою середнього палеоцену. У 1997 році родову назву Leidyosuchus замінили для виду L. multidentatus (тепер типовий вид Listrognathosuchus). "L." multidentalis був вперше описаний Чарльзом Муком у 1930 році на основі голотипу AMNH 5179, що складається з частково хребетного стовпа, нижньої щелепи, частково лівої клубової кістки та лівої великогомілкової кістки, знайденого в місцевості в Торрехон-Арройо, Нью-Мексико (тоді згадується як пласти Торрехона, які зараз вважаються частиною формації Насім'єнто).

## Філогенетика
Фрагментарний характер матеріалу, який належить до Listrognathosuchus, ускладнив його класифікацію в межах Crocodylia, але тепер вважається, що це відносно базальний алігатороїд. Listrognathosuchus тісно пов'язаний з Borealosuchus, більш базальним євсухієм, який не є алігатороїдом, а скоріше близьким родичем монофілетичної групи, до складу якої входять надродини Alligatoroidea та Crocodyloidea. Фактично, Borealosuchus вперше використовувався як замінна назва для чотирьох видів Leidyosuchus, того самого роду, до якого колись належав Listrognathosuchus multidentatus. До переоцінки Leidyosuchus у 1997 році було розглянуто багато спорідненостей для Crocodilia. Було припущено, що він є можливим членом Diplocynodontinae чи родичем пізніших Crocodylidae навіть як член власної підродини ранніх євсухіїв Leidysuchinae. Однак після найменування Listrognathosuchus і Borealosuchus більшість видів, раніше віднесених до Leidyosuchus, тепер вважаються мало пов'язаними з будь-яким із згаданих крокодилів.